# 445 (số)
445 (bốn trăm bốn mươi lăm) là một số tự nhiên(N) ngay sau 444 và ngay trước 446.